# بنطس
بُنْطُسُ (باليونانية: Πόντος وتعني "البحر") هو الاسم اليوناني لمنطقة تاريخية تقع على الساحل الجنوبي للبحر الأسود، وتقع في منطقة البحر الأسود الشرقية في تركيا الحديثة. أطلق الاسم على المنطقة الساحلية والمناطق النائية الجبلية (التي ترتفع إلى جبال الألب البنطية في الشرق) في العصور القديمة من قبل اليونانيين الذين استعمروا المنطقة واستمدوا اسمها من الاسم الذي أطلقوه على البحر الأسود وهو بنطس أكسينس (باليونانية: ΠόντοΕὔξ Εὔξεινος) وتعني «البحر المضياف»، أو بنطس فقط. لم يكن هناك اسم محدد في الأصل للمنطقة شرق نهر هاليس وكانت تسمى إن بونتي (باليونانية: Ἐν Πόντῳ) أو «على البحر»، وبالتالي نالت هذا الاسم، الذي ذكر أول مرة في كتاب أناباسيس بقلم زينوفون. وقد تباينت مساحة المنطقة عبر العصور، ولكنها امتدت بشكل عام من حدود كولخيس (جورجيا الحديثة) وتصل إلى بافلاغونيا غرباً، وتباينت الحدود في الدواخل. تم إنشاء العديد من الولايات والمحافظات تحمل اسم بنطس أو أشكال مختلفة منها في المنطقة في الفترات الهلنستية والرومانية والبيزنطية، وبلغت ذروتها بقيام إمبراطورية طرابزون البيزنطية. وتعتبر بنطس في بعض الأحيان موطن قبائل الأمازون في الأساطير اليونانية.

## الموقع الجغرافي
يتفاوت المغزى المحدد من هذا الاسم الإقليمي كثيرا في مختلف الأزمان. فاليونانيون استعملوا الاسم على الأجزاء الموازية لشواطئ البحر الأسود، ولم يتحدد الاسم بكل مؤكد حتى تأسيس المملكة الموجودة إلى ما بعد نهر هاليس (نهر قيزيل إرماك حالياً) أثناء الفترة الصراعات التي تبعت موت الإسكندر الأكبر، كان هذا حوالي العام 301 ق م من قبل ميثراداتس الأول كتيستس وهو ابن ساتراب فارسي خدم في جيش أنتيغونوس أحد ورثة الإسكندر، وحكمت الدولة من قبل عدة ملوك متعاقبين يحمل أغلبهم نفس الاسم حتى عام 64 ق م.
الجزء الأعظم من هذه المملكة هو إقليم كابادوكيا، التي امتدت في الأزمنة الأولى من حدود كيليكيا إلى البحر الأسود، وسميت المملكة ككل في بادي الأمر كابادوكيا على البحر، لكن بعد ذلك أصبحت بنطس فقط، وأصبح اسم كابادوكيا محددا بالنصف الجنوبي للمنطقة.
تضمنت حدود المملكة تحت حكم الملك الأخير ميثراداتس السادس يوباتور والذي لقب بالكبير منطقة كابادوكيا البنطية والساحل من حدود بيثينيا إلى كولخيس وجزءا من دواخل بافلاغونيا وأرمينيا الصغرى. وبنهاية هذه المملكة على يد بومبي في عام 64 ق م تغير معنى الاسم. فجزء من المملكة أصبح ملحقا بالإمبراطورية الرومانية حيث تم توحيده مع بيثينيا في محافظة سمّيت بنطس وبيثينيا، وهذا الجزء تضمن الساحل بين هيراكليا (إريغلي) وأميسوس (سامسون). فيما بعد أصبح الاسم يدل على نصف هذه المحافظة الثنائية، خصوصا من قبل الرومان والناس الذين تحدثوا من وجهة نظر رومانية؛ وتم استعماله بشكل كبير في العهد الجديد.
لكن الاسم أيضا استعمل كثيرا للدلالة (بشكل كامل أو جزئي) على ذلك الجزء من المملكة الميثراداتية القديمة التي تقع بين نهر هاليس وحدود كولخيس وأرمينيا الصغرى وكابادوكيا وغلاطية، وهي المنطقة المسماة كابادوكيا نحو بنطس (أو نحو البحر)، والتي كانت نواة المملكة البنطية. أخذ الجغرافي سترابون اسم المنطقة (وكان هو نفسه من مواطني هذه المنطقة) بالمعنى الدقيق له.

## التضاريس
تضاريس الإقليم عبارة عن مجموعة من الهضاب تشكل الزاوية الشمالية الشرقية للهضبة العظيمة في آسيا الصغرى، تحدها من الشمال حواف جبلية عالية. وتشمل الهضبة سلسلة من السهول الخصبة تختلف في حجمها وارتفاعها وتنفصل عن بعضها البعض بالمرتفعات أو الجبال، وهذه الهضبة جافة تقريبا من الجهة قبل نهر آيريس (ييشيل) وروافده العديدة وأكبرها نهر سكيلاكس (جيكيريك) الذي يتفرع منه نهر ليكوس (كلكيت)، والثلاثة كلها تنبع من المرتفعات قرب حدود أرمينيا الصغرى وتتدفق أولا باتجاه الغرب وبعد ذلك باتجاه الشمال الغربي لتتحد مياه الأنهار في جدول مشترك وهو إيريس الذي يعبر الحائط الجبلي ويظهر على شرق مدينة أميسوس (سمسون).
حافة الجبل بين هاليس وآيريس منخفضة ووعرة نسبيا، لكن ما يقع شرق آيريس هو حافة عالية متصلة (سماها القدماء باريادرس وسكيديسس)، حيث المنحدرات الشمالية الوعرة مثلمة بممرات السيول، وبها مجموعة كبيرة من الجداول الصغيرة (بينها نهر ثيرمودون وهو الآن تيرمي وهو مشهور في قصة الأمازونيات) والتي تصب في البحر.

## سكان الإقليم
كان سكان الإقليم من نفس عرق الكابادوكيين، وقد شكلوا جزءا من عرق شرقي سماهم الإغريق ليوكوسيري (باللاتينية: Leucosyri) أو السوريون البيض كتمييز عن السوريين الجنوبين الذين كانت لهم سحنة أدكن، لكن علاقاتهم العرقية الدقيقة مجهولة.
هذه المنحدرات الوعرة كانت مسكونة حتى في زمن سترابو من قبائل أخرى نصف همجية وبرية لا يعرف إلى أي مجموعة عرقية تنتمي وتدعى خاليبس (وعرّفها اليونانيون مع القوم بنفس الاسم الذين ذكرهم هوميروس)، وكذلك سكنتها قبائل تيباريني ومسينويكي وماكرونس، وألقى كسينوفون بعض الضوء على عاداتهم وتقاليدهم. لكن حافة الساحل من طرابزون غربا تعد من أجمل أجزاء آسيا الصغرى وأشاد بها سترابو لروائع ما تنتجه من ثمار. أما وساحل البحر كان مليئا بالمستعمرات اليونانية، مثل بقية مناطق الساحل الجنوبي للبحر الأسود، وتأسس أغلبها من القرن السادس ق م فصاعدا، ومنها:
- مستعمرة أميسوس والتي أسسها أهل ميليتوس التي في القرن الخامس ودخلتها جموع من المستوطنين الأثينيين وهي الآن ميناء سامسون.
- مستعمرة كوتيورا وهي الآن أوردو.
- كيراسوس وأصبحت لاحقا فارناكيا وهي الآن كيراسوند.
- وترابيزوس (طرابزون) وهي مدينة مشهورة من زمن كسينوفون حتى نهاية العصور الوسطى.

والثلاثة الأخيرة كانت مستعمرات تابعة لمدينة سينوب، وهي نفسها مستعمرة ميليتية. أما عن البلدات الرئيسية في الداخل فنذكر منها:
- أماسيا على نهر آيريس وهي مسقط رأس سترابون عاصمة ميثراداتس العظيم ومدفن الملوك السابقين، وقبورهم ما زالت موجودة.
- مستعمرة كومانا في أعالى النهر وهي مركز مشهور من عبادة الربة ما (أو كوبيلي).
- مدينة زيلا وهي مركز ديني عظيم آخر، أعاد بومبي تأسيسها وهي الآن زيلج.
- يوباتوريا وأعاد بومبي تأسيسها باسم ماغنوبوليس في ملتقى نهري ليكوس وآيريس.
- كابيرا وأعاد بومبي تأسيسها باسم ديوسبوليس، وبعد ذلك أصبحت نيو قيصرية والآن هي نيكسار.
- سيباستوبوليس على نهر سكيلاكس، وهي الآن سيفاس.
- ميغالوبوليس التي أسسها بومبي في مكان ما في نفس المنطقة.

## التاريخ
يعتبر تاريخ هذه المنطقة من تاريخ تقدم الإمبراطورية الرومانية نحو الفرات. فموقعها السياسي بين عامي 64 و41 ق م غير محدد تماما وذلك عندما أصبح ماركوس أنطونيوس سيد الشرق. وجزء منها سلمها بومبي إلى الأمراء المتعاونين معه، فتم منح أرض الساحل شرق هاليس (ماعدا منطقة أميسوس) وكذلك أرض قبائل باريادرس سكان التلال ومنطقة أرمينيا الصغرى، إلى الزعيم الغلاطي ديوتاروس ومنح لقب ملك؛ وتركت كومانا تحت حكم كاهنها الأكبر.
بقية الدواخل قسمت من قبل بومبي بين المدن الداخلية، وجميعها تقريبا أسست من قبله، وطبقا لأحد الآراء تم جمع الإقليم بالساحل غرب أميسوس وشمال شرق بافلاغونيا (والذي كان في حوزة ميثراداتس) في محافظته الجديدة بنطس وبيثينيا. يزعم آخرون بأن الساحل فقط تم إلحاقه في المحافظة، والمدن الداخلية تم منحها حكما ذاتيا. ووجهة النظر الأخيرة أكثر انسجاما مع السياسة الرومانية في الشرق، التي لم تلحق البلدان عادة حتى تصل إلى مستوى معين من الحضارة والنظام، لكن من الصعب الموافقة بينها وبين بيانات سترابو.
خلال السنوات بعد 40 ق م سلمت كل دواخل بنطس إلى الأمراء المحليين مثل المنطقة الشمالية الشرقية لبافلاغونيا. أما الأملاك البنطية التي منحت لديوراتوس الغلاطي (مات 40 ق م) فقد تم تسليمها مع بعض الإضافات (مثل كابيرا) في 39 ق م إلى داريوس بن فارناكس، وسلمت في عام 36 ق م إلى بوليمون وهو ابن خطيب من مدينة لاوديكيا على نهر ليكوس. وكاهن كومانا الأكبر ليكوميدس استلم أراضي وألقابا ملكية. وأراضي زيلا وميغالوبوليس قسمت بين ليكوميس كاهن زيلا الأكبر وأتيبوركس الذي حكم إمارة كارانا (لاحقا سيباستوبوليس)، وبالنسبة لأماسيا وأميسوس تم منحهما أيضا إلى الأمراء المحليين.
بعد معركة أكتيوم عام 31 ق م. قام أغسطس بإعادة أميسوس كمدينة حرة في محافظة بيثينيا وبنطس، لكنه لم يقم بأي تغييرات جذرية أخرى. واحتفظ بوليمون بمملكته حتى موته سنة 8 ق م عندما انتقلت إلى أرملته بيثودوريس، لكن المناطق البنطية دمجت بشكل تدريجي في الإمبراطورية، وكلها ربطت بمحافظة غالاتيا التي كانت وقتها مركز السياسة الأمامية الرومانية. فالمنطقة الغربية أدخلت في قسمين هما سيباستوبوليس وأماسيا في أعوام 3 – 2 ق م. وكومانا أعوام 34 – 35 م، وسميت بنطس الغلاطية لتمييز هذه المنطقة عن محافظة بنطس والمنطقة التي يحكمها بوليمون (وكانت أول جزء انضم لغلاطية)
وهناك مملكة بوليمون والتي حكمها بوليمون الثاني منذ عام 38 ق م وهو حفيد الملك السابق، وتم ضمها من قبل نيرون أعوام 64 – 65 م، وتم تمييزها بعنوان بنطس البوليمونية (باللاتينية: Pontus Polemoniacus) والتي بقت لقرون. ولكن الاسم المعروف وهو بنطس (والذي استعمل عموما لتحديد مملكة بوليمون) كان لا يزال مستخدما للدلالة على هذه المنطقة وحدها أو بالجمع مع بنطس الغلاطية، حيثما يوضح السياق المعنى (ومثال على ذلك كما في النقوش والعملات المعدنية).
وتضمنت بنطس البوليمونية ساحل البحر من ثيرمودون إلى كوتيورا، وطبقا لبطليموس فقد تضمنت أيضا المدن الداخلية مثل زيلا وماغنوبوليس وميغالوبوليس ونيوقصرية وسيباستيا، لكن كما ظهر في العملات المعدنية فقد ضمت للبنطس منذ عام 2 ق م.
أخيرا، في نفس الوقت (64 م) تم ضم الجزء الشرقي الباقي من بنطس والذي شكل جزءا من مملكة بوليمون لكنه ربط بمحافظة كابادوكيا وسمي ببنطس الكابادوكية، شكلت هذه المناطق الثلاث أقسام إدارية مختلفة ضمن المحافظات التي ربطت بها، وكانت عواصمها منفصلة فهناك أماسيا ونيوقيصرية وترابيزوس؛ لكن أول قسمين إداريين دمجا بعد ذلك في قسم واحد، سمى أحيانا بنطس المتوسطي وعاصمته نيو قيصرية، على الأغلب عندما نقل الاقليمان بشكل نهائي (حوالي العام 114 م) ليصبحا جزءا من كابادوكيا، والتي كانت وقتها أكبر المحافظات العسكرية الحدودية.
عندما أعيد تنظيم النظام الإقليمي تحت إشراف ديوكلتيان حوالي 295 م، قسمت المناطق البنطية بين أربع محافظات، وأولها بافلاغونيا والذي ربطت معه أغلب المحافظة القديمة؛ وإقليم ديوسبونتوس والذي أعاد قسطنطين تسميته هيلينوبونتوس، ويشمل بقية محافظة بنطس والمنطقة المجاورة وبه ثمان مدن (بما في ذلك سينوب وأميسوس وزيلا) ومع أماسيا العاصمة؛ وبنطس البوليموني الذي يحتوي كومانا وبوليمونيوم وكيراسوس وترابيزوس مع نيوقيصرية كعاصمة؛ وأيضا أرمينيا الصغرى وبها خمس مدن مع سيباستيا كعاصمة.
أعطت إعادة التنظيم هذه مكانا لينظم البيزنطيون المناطق العسكرية. وقدمت المسيحية إلى المحافظة من البحر في القرن الأول بعد السيد المسيح وتجذرت بعمق عندما حكم بليني المحافظة (111 – 113 م). لكن تنصير المناطق الداخلية بدأ فقط حوالي منتصف القرن الثالث وبشكل كبير بسبب الجهود التبشيرية لجريجوريوس ثاوماتورغوس أسقف نيو قيصرية.

## أنظر أيضا
سهوب بونتيك - قزوين